# ヨハネス・ラウ
ヨハネス・ラウ（Johannes Rau, 1931年1月16日 - 2006年1月27日）は、ドイツの政治家。所属政党はドイツ社会民主党。ノルトライン＝ヴェストファーレン州の州首相(1978年 - 1998年)。第8代連邦大統領(1999年7月1日‐2004年6月30日)。
国民的人気が高く、移民・難民受け入れに関しても積極的な発言を続け、ドイツ・トルコ間の親善にも尽力した。また2000年にドイツの元首としては、初めてイスラエル国会でドイツ語の演説をした。これ以外にキリスト教的倫理観の立場からクローンなどの生命倫理に関する問題への発言も多かった。

## 経歴

### 生い立ち
生まれはヴッパータール-バルメン 。プロテスタント一家の5人兄弟の3男として生まれた。ラウの父は食料雑貨商を営み、副業としてプロテスタントの説教師をしていた。学校をさぼりがちだったラウに対する父親の意見により1948年にギムナジウムを中退し、1949年にヴッパータールとケルンの出版会社に見習いとして勤め始めた。また、ヴェストフェーリシェン・ルントシャウ新聞(Westfälischen Rundschau)で働いていたことも知られている。見習いを終えた後、1952年からヴッパータールで出版関係の仕事に就き、1953年にヴィッテンの小さな出版社で編集者になる。その後Jugenddienst-Verlag(出版社)に勤務、1965年には社長になった。1953年に青年の自己との対峙とイエスとの出会いが書かれた2つの短編小説、『Keine spielt wie Gisela』と『Klaus und das Feuer』を書き、実名で発表したこともある。
1952年に初代連邦内務大臣であるグスタフ・ハイネマンはドイツ再軍備に対する抗議から大臣を辞し、2年後には設立に携わったキリスト教民主同盟(CDU)を離党した。その後全ドイツ人民党(GVP)を設立するが、ラウはこの政党に入党してヴッパータールでの地域代表になった。しかしこの政党は1957年に解散、ラウはハイネマンや他の党員と共にドイツ社会民主党(SPD)に入党した。なおのちにハイネマンは第3代連邦大統領に就任し(1969‐74年)、またさらにそののち孫娘がラウの夫人になった。

### SPD、州首相

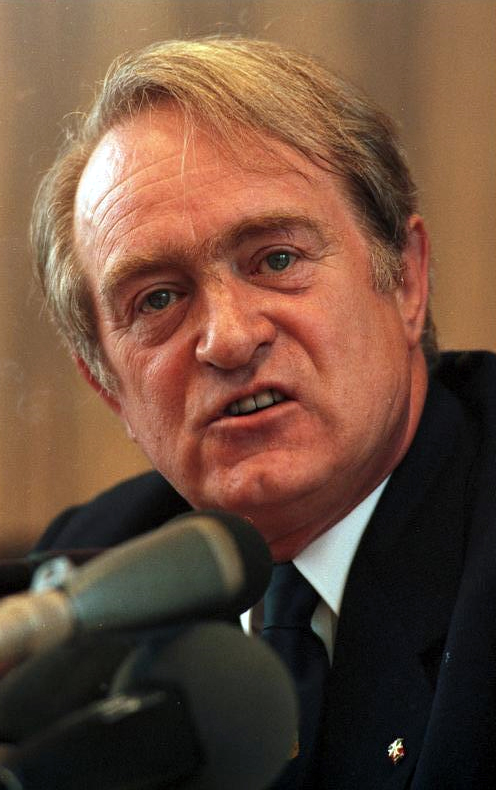
州首相時代のラウ(1986年、ドイツ連邦議会選挙時)

1958年、ラウはSPDの下部組織・社会主義青年団（ユーゾー）のヴッパータール地区代表に就任(1962年まで)。同年ノルトライン＝ヴェストファーレン州州議会選挙に立候補し初当選。のちに大統領となる1999年までこの議席を保持した。1962年から党議員団に加わり、67年にはその代表に就任。同時に1964年から1978年までは故郷ヴッパータール市参事会に属し、1969年から70年には同市の市長を務めた。1968年、SPD連邦幹事に選出。1973年からSPDのノルトライン・ヴェストファーレン州の党幹事会に加入、77年から98年までは党の州代表を務めた。1978年にはSPD中央委員、1982年には副党首に就任。
1970年、ノルトライン・ヴェストファーレン州のハインツ・キューン内閣に科学研究相として初入閣。その在任中、同州には数多くの大学が新設された(ヴッパータール大学、ハーゲン通信大学など)。1972年に芸術家でデュッセルドルフ芸術アカデミー教授のヨーゼフ・ボイスが学園闘争を起こした際は話し合いをもったが折り合わず、これを馘首している。1978年、キューン州首相の引退を受け、その後継として州首相に就任した。州首相である彼の指導下で、SPDは1980年、1985年、1990年の州議会選挙で議席の過半数、絶対多数を獲得し、強固な地盤を守った。とりわけ1985年の選挙は得票率52.1％で、同州のSPDの歴史の中で最高記録である。
1982年10月からの一年間と1994年11月からの一年間、ラウは連邦参議院議長を兼任した。長期政権を維持したラウは、ヴィリー・ブラント、ハンス＝ヨッヘン・フォーゲル、ビョルン・エングホルム、ルドルフ・シャーピング、オスカー・ラフォンテーヌ、ゲアハルト・シュレーダーと6代ものSPD党首の下で副党首を務めた。1987年の連邦議会選挙の際には連邦首相候補として現職のヘルムート・コールに挑んだが敗れた。エングホルムが辞任した1993年には臨時代理党首も務めている。1998年5月28日、ヴォルフガング・クレメントに跡を譲って20年に及ぶ州首相職を辞任した。州の党代表職はフランツ・ミュンテフェーリングが継いだ。彼の州首相在任20年間に同州は他州に比べて明らかに社会的・経済的・技術的に後れを取るようになったが、これはラウがSPDの支持基盤である労働組合などに配慮した結果、炭鉱など旧態依然とした産業構造を守りすぎたためであると保守政治家に批判された。しかしドイツ産業の構造変化はこの州内にとどまる問題ではなく、ラウの施策にその原因を帰すのは不当とする意見もある。

### 連邦大統領
SPDの重鎮であるラウは1994年に同党の連邦大統領候補となったが、CDUが擁立したローマン・ヘルツォークに敗れた。連邦政府がSPDと同盟90/緑の党の連立政権に交代して間もない1999年、ラウは再びSPDの連邦大統領候補となった。このときCDUは対立候補としてテューリンゲン州の科学大臣を務めていたダグマー・シパンスキー、そして民主社会党 (PDS) はラウの妻の叔母にあたるウタ・ランケ＝ハイネマンという、共に女性候補を擁立した。1999年5月23日、ラウは二度目の決選投票で当選し、7月1日に第8代連邦大統領に就任した。
連邦大統領としてのラウは、演説では自分の言葉で国民に語りかけ、そのテーマは移民受け入れ問題や生命倫理、グローバリゼーションなど社会的なものが多かった。また象徴的役割の連邦大統領としては異例なほど率直な言葉で、政治家や財界に責任感や名誉の尊重を要求した。たとえば2002年6月22日、ラウは内政に容喙しないという連邦大統領の慣例からすれば異例なことに、きわめて厳しい言葉で移民法案可決の取扱いに関する連邦参議院での与野党の紛糾を批判した。これは「対立ではなく和解を」というラウの信念に基づく、移民や難民受け入れを支持する姿勢から発したものだった。連邦憲法裁判所はラウの意向とは逆に可決無効の裁定を下している。
ドイツの連邦大統領には実権はないものの、国家元首として76回の外遊を行った。2000年2月16日には訪問先のイスラエル国会(クネセト)で初めてドイツ語で演説した。ラウはホロコーストについて謝罪し、許しを請うた。ただしイスラエルの国会議員の一部には、少数ながらドイツ語での演説に抗議して議場を去った者もいた。2002年6月、2002 FIFAワールドカップ観戦を兼ねて日本を訪問。折よくドイツ代表チームは決勝に進出し、明仁天皇、共催国韓国の大統領金大中大統領、そしてドイツの決勝進出を受けて急きょ来日したシュレーダー首相やシリー内相(フーリガン対策で日本警察に協力)、野党指導者のシュトイバー・バイエルン州首相らと決勝戦を観戦し(ドイツはブラジルに敗れ準優勝)、あたかもドイツの首脳が丸ごと来日したかの観を呈した。2004年3月24日にはジブチに派兵されているドイツ連邦軍訪問を急にキャンセルしたが、これはヨーロッパの要人を狙ったテロが計画されているという情報が諜報機関に入ったための緊急措置だった。
2003年9月4日、ラウは翌年行われる連邦大統領を1期で退任すると宣言した。当時地方議会選挙の連敗でSPD・同盟90/緑の党の連立政権は既に参議院で過半数を失っており、立候補しても当選する見込みが立たないためであると言われた。しかし実際は彼自身の決断によるところが大きく、おそらく自分の健康状態の悪化を自覚していたものと思われる。2004年4月24日、ラウは連邦大統領として最後の外遊先であるポーランド訪問から戻った。同年6月29日にラウは退任式を行い、後任のホルスト・ケーラーに職を譲った。

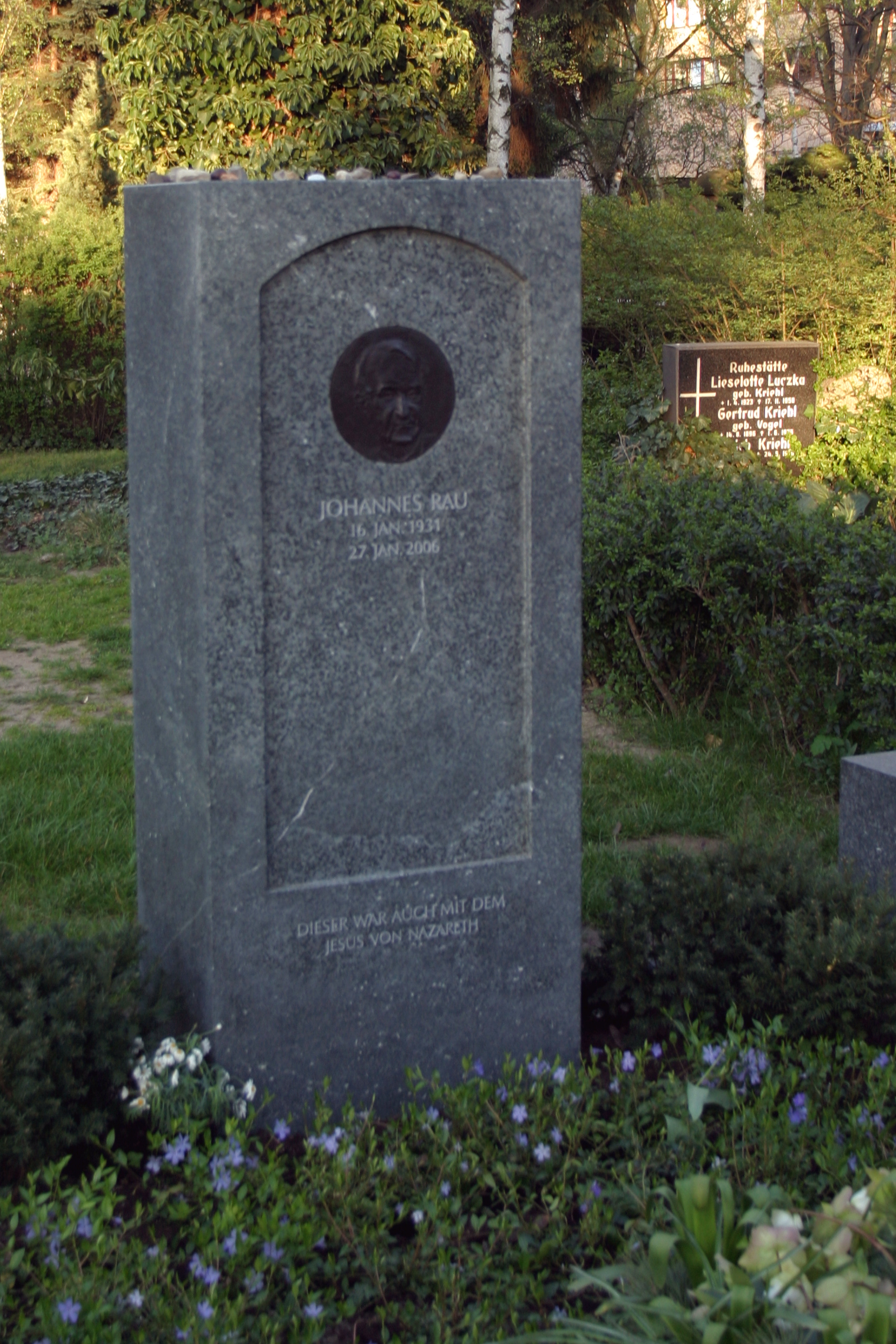
ベルリンにあるラウの墓

### 家族・余生
ラウは退任後もさまざまな栄誉職についていたが、それは教育や貧困救済、文化そして教会に関するものが多かった。2000年には自身の名を冠した財団を創設している。ドイツ・イスラエル協会会員、ドイツ・ライオンズクラブ名誉会員。
ラウは1982年8月9日にグスタフ・ハイネマン元連邦大統領の孫にあたるクリスティナ・デリウスと結婚し、一男二女をもうけた。結婚式はロンドンと北海沿岸の保養地シュピーケロークの教会で行った。ラウ一家はこの島に別荘を所有しており、休暇には家族揃ってここを訪れ保養していた。連邦大統領退任後も真っ先にここに向かった。
ラウは1995年から腹部大動脈瘤を患っていることを自覚していたが、職務に差し障りがあることをおそれ長らく手術をうけることを拒否していた。2000年7月に初めてエッセン大学でその手術を受けた。2004年8月には心臓の人工弁置換手術を受けたが、二ヶ月後には大動脈瘤の腹腔内出血のため再手術を受ける。ラウが最後に公式の場に登場したのは、2005年5月にゾーリンゲンで行われたドイツ・トルコ友好賞の授賞式、同年10月のドレスデンにおける聖母教会の再建落成式になった。翌2006年1月に大統領府で行われた彼の75歳誕生日を祝う式典の際は、既に出席できる健康状態ではなくなっており、その9日後の1月27日午前8時30分頃、ラウは家族が見守る中息を引き取った。2月6日、ベルリン大聖堂で国葬が行われ、同日近親者のみで埋葬が行われた。

## 表彰

### 名誉博士号
- 1985年　ブダペスト大学神学アカデミー
- 1985年　ハインリヒ・ハイネ大学(デュッセルドルフ)
- 1986年　ハイファ大学(イスラエル。同国ではドイツ人初の受賞者)
- 1991年　ハーゲン通信大学経済学部
- 1997年　ボッフム大学プロテスタント神学部
- 1998年　ベングリオン大学(イスラエル)
- 1998年　ビーレフェルト大学
- 2000年　テクニオン工科大学(イスラエル、ハイファ)
- 2003年　南京大学(中華人民共和国)
- 2004年　ドルトムント大学建築学部

### 名誉市民
- 1991年　ヴッパタール(ラウの故郷)
- 1996年　マロルツヴァイザッハ
- 2000年　シュピーケローク(ラウの一家が毎年休暇を楽しんだ)
- 2001年　ボン
- 2004年　ベルリン

### その他
- 1983年　ドイツ連邦共和国功労勲章大功労十字章
- 1999年　ドイツ連邦共和国功労勲章特等大十字章
- 2006年　特別記念切手を発行

## 著書
- 「大統領が語るキリスト者人間像」ヨハネス・ラウ(著)、加藤常昭(訳)
- Rau, Johannes: Medien zwischen Anspruch und Realität, in: Axel Balzer, Marvin Geilich, Shamim Rafat (Hrsg.):
- Politikvermittlung zwischen Kommunikation und Inszenierung, Lit-Verlag, Münster 2005, S. 42–51